# Przejście graniczne Jakuszyce-Harrachov (kolejowe)
Przejście graniczne Jakuszyce-Harrachov (kolejowe) – polsko-czeskie
 kolejowe przejście graniczne położone w województwie dolnośląskim, w powiecie karkonoskim, w gminie Szklarska Poręba, w najwyżej położonej części Szklarskiej Poręby-Jakuszycach, zlikwidowane w 1995.

## Opis
Kolejowe przejście graniczne Jakuszyce-Harrachov zostało utworzone na początku lat 90. XX w. Czynne było codziennie przez całą dobę. Dopuszczony był ruch towarowy. W praktyce jednak poza kilkoma okazjonalnymi przejazdami pociągów nie prowadzono tutaj żadnego ruchu. Kontrolę graniczną osób, towarów oraz środków transportu wykonywała: Graniczna Placówka Kontrolna Straży Granicznej w Jakuszycach (GPK SG w Jakuszycach).
Formalnie zlikwidowane 14 stycznia 1995.
Od 2010 kursują tędy pociągi pasażerskie ze Szklarskiej Poręby do Harrachova i Kořenova.

### Przejście graniczne z Czechosłowacją
W październiku 1945, rozkazem nr 0304/Org. ND WP z 28.10.1945 dot. sformowania przejściowych punktów kontrolnych oraz rozkazem organizacyjnym Dowództwa Okręgu Wojskowego nr 4 w Katowicach z 22.11.1945, gdy granica polsko-czechosłowacka przebiegała między obecnymi stacjami Harrachov i Kořenov, w ramach tworzących się Wojsk Ochrony Pogranicza utworzono Przejściowy Punkt Kontrolny Jacobsthal – kolejowy III kategorii na linii kolejowej Jelenia Góra – Jakobstal – Tanvald. Kontrola graniczna osób, towarów i środków transportu odbywała się na stacji w Jakuszycach. Osoby zatrzymane były wysadzane z pociągu przez żołnierzy WOP. Przykładowo 28 grudnia 1945 o godzinie 18.00 w pociągu do Tkaczy, w Jakuszycach zatrzymano kobietę bez dokumentów pod zarzutem zamiaru nielegalnego przekroczenia granicy do Czechosłowacji. Kolejne zatrzymania miały miejsce w 1946: 8 stycznia (1 Rosjanin), 9 stycznia (3 Rosjan), 30 stycznia (1 Czech), 4 lutego (1 Polka), 29 marca (Wiktoria Kulisz z dzieckiem), 9 kwietnia (2 Polaków),  21 maja (Wacław Kolczyński), 2 czerwca (2 Polaków) oraz 20 sierpnia (Czesław Lizakowski). Zatrzymania miały miejsce o godzinach 5.10, 6.30, 10.00, 15.30 i 18.00, czyli w porach przyjazdu pociągów. Pod koniec maja 1946 roku komendant strażnicy WOP nr 4 w Jakuszycach powiadomił PKP w Jeleniej Górze i Szklarskiej Porębie, iż sprzedaż biletów do stacji Tkacze i Jakuszyce powinna się odbywać wyłącznie osobom posiadającym przepustki do strefy nadgranicznej i wydane przez WOP. Od 20 sierpnia 1946 brak informacji o zatrzymaniach w PPK Jacobsthal. Znajdująca się między Tkaczami a Jakuszycami stacja Nowy Świat w czerwcu 1946 była jako nieczynna.
Jesienią 1946 PPK został zlikwidowany wobec całkowitego braku przewozów przez granicę.

## Galeria

Przejście graniczne Jakuszyce-Harrachov
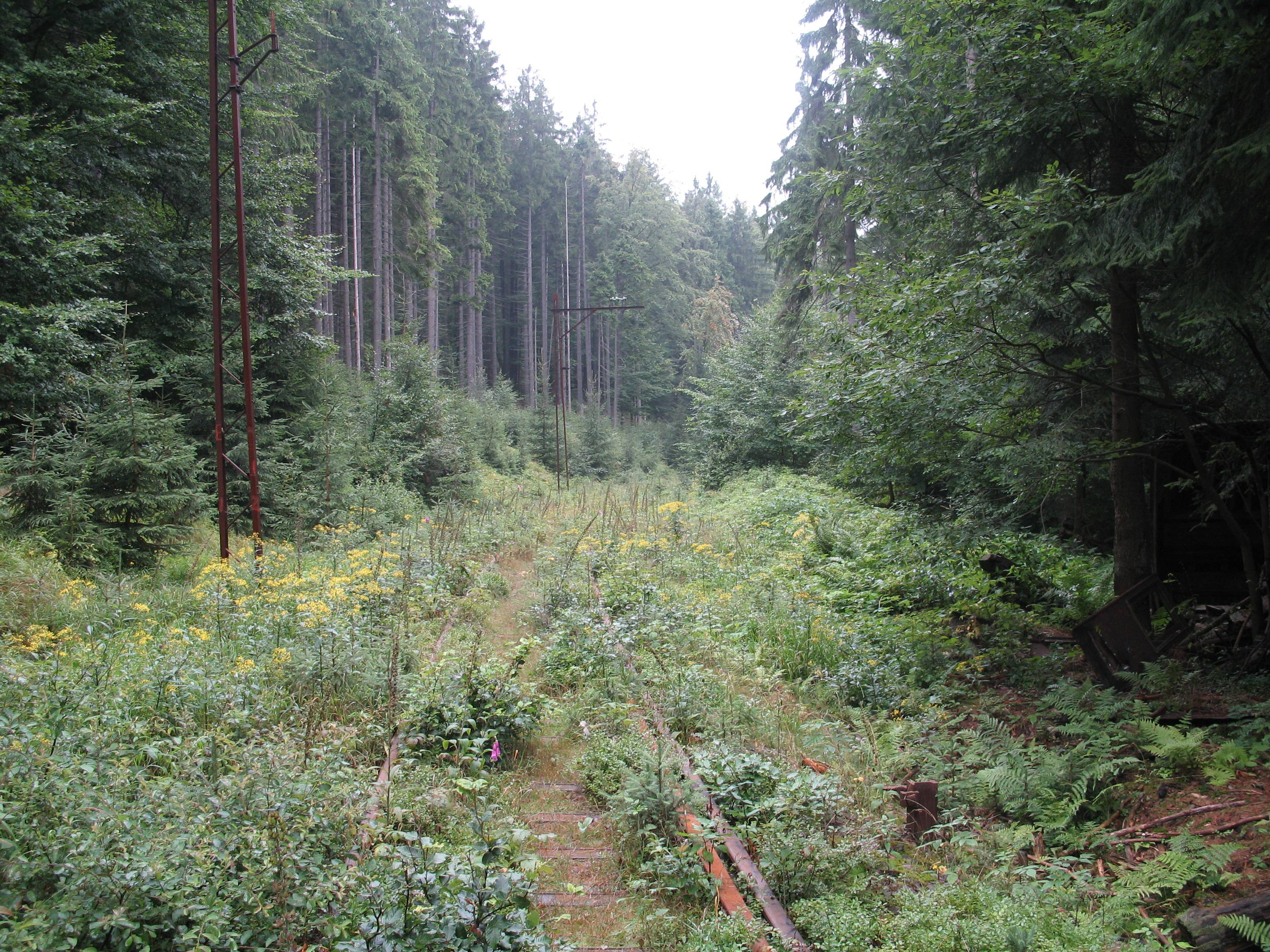
Nieczynna linia kolejowa Harrachov–Szklarska Poręba (2006)
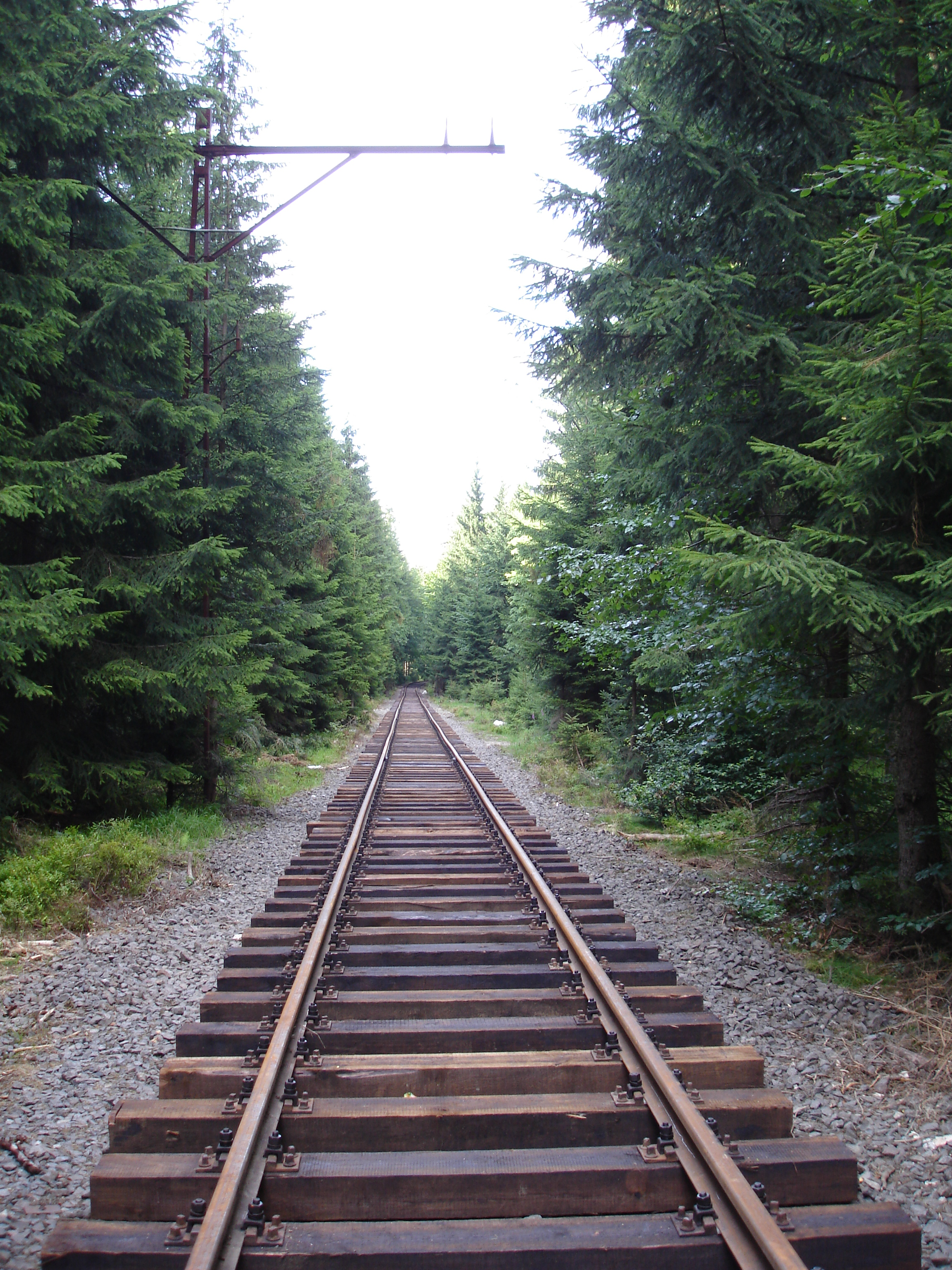
Nowe tory w Jakuszycach (sierpień 2009)